# Trängseldammen
Trängseldammen är en sjö i Älvdalens kommun i Dalarna och ingår i Dalälvens huvudavrinningsområde. Sjön har en area på 36,5 kvadratkilometer och ligger 420,1 meter över havet. Sjön avvattnas av vattendraget Dalälven (Österdalälven). Trängseldammen, även kallad Trängsletsjön, är bildad genom uppdämning av Österdalälven vid konstruktionen av Trängslets kraftverk. Den nordligaste delen vid Särna kallas Särnasjön och var tidigare en egen sjö, och är fortfarande så vid lågt vattenstånd i dammen. Det finns ett intervall på 35 meter mellan högsta och lägsta tillåtna vattennivå i dammen. I Särnasjön ligger variationerna på mindre än 2 meter.

## Delavrinningsområde
Trängseldammen ingår i det delavrinningsområde (682577-137755) som SMHI kallar för Utloppet av Trängseldammen. Medelhöjden är 503 meter över havet och ytan är 254,22 kvadratkilometer. Räknas de 401 avrinningsområdena uppströms in blir den ackumulerade arean 4 518,28 kvadratkilometer. Avrinningsområdets utflöde Dalälven (Österdalälven) mynnar i havet. Avrinningsområdet består mestadels av skog (72 procent). Avrinningsområdet har 38,83 kvadratkilometer vattenytor vilket ger det en sjöprocent på 15,3 procent.